# Borajna
Borajna är ett samhälle i Bosnien och Hercegovina.   Det ligger i entiteten Federationen Bosnien och Hercegovina, i den södra delen av landet, 90 km sydväst om huvudstaden Sarajevo. Borajna ligger 279 meter över havet och antalet invånare är 228.
Terrängen runt Borajna är kuperad åt nordväst, men åt sydost är den platt.Närmaste större samhälle är Vitina, 6,9 km söder om Borajna. 
Omgivningarna runt Borajna är en mosaik av jordbruksmark och naturlig växtlighet. Runt Borajna är det ganska tätbefolkat, med 93 invånare per kvadratkilometer.